# Gayamsari (plaats)
Gayamsari is een bestuurslaag in het regentschap Semarang van de provincie Midden-Java, Indonesië. Gayamsari telt 11.995 inwoners (volkstelling 2010).